# 哈弗尔河畔勃兰登堡
哈弗尔河畔勃兰登堡（德語：Brandenburg an der Havel，德語發音：[ˈbʁandn̩ˌbʊʁk an deːɐ̯ ˈhaːfl̩]）是德国勃兰登堡州四个非县辖城市中占地面积最大和人口第三多的城市，常住人口超过72000人。
哈弗尔河畔勃兰登堡名字的原文“Brandenburg”来源于斯拉夫语言，这个词早在公元928或929年就已有文献记载，最早指的是建造于该市的一座平城。1170年的一份契据最早记载了该市老城区获得法律规定的城市地位。因为历史悠久，勃兰登堡州的名字也来源于此，这座城市也被称为“勃兰登堡侯国的摇篮”。

## 地理
哈弗尔河畔勃兰登堡位于勃兰登堡州西部，面积为229,72平方千米，距离柏林约70公里，是柏林/勃兰登堡大都市区的一部分。
该市的土壤多呈沙质，部分地区比较贫瘠。农业用地、湿地和水域占到城区面积的75%左右。该市的农业用地还包括格尔登森林（Gördenwald）、新城松树林（Neustädter Heide）和新普劳厄森林（Neu-Plauer Forst），加上其他一些面积较小的林地占到市区面积的20％左右。这些地区的森林植被以松树为主，近年通过人工移栽的方式已经逐渐变为混合植被。

### 水文概况
哈弗尔河畔勃兰登堡是德国水资源最为丰富的城市之一，全市水域面积为41.1平方千米，约占市区总面积的18%。该市位于重要的航运内河哈弗爾河畔，处于波茨坦与哈弗尔河汇入易北河的河口哈弗尔贝格之间。哈弗尔河在市区分为多条支流，与运河共同形成诸多岛屿，这些岛屿是城市景观的重要组成部分。
该市还拥有十个天然湖泊，其中大多为哈弗尔河穿过或与之相连，只有冰川形成的格尔登湖和博嫩兰湖与哈弗尔河之间没有直接相连的水道。市区西侧为面积达15平方千米的湖区，由普劳厄湖、默塞尔舍湖、布赖特灵湖、昆茨湖和文德湖五个湖形成，湖水由哈弗尔河供给，最深处可达8米，平均深度仅2.5米。

### 气候
哈弗尔河畔勃兰登堡市气候温和，受到东侧大陆性气候和西侧温带海洋性气候的双重影响。全年降水较为平均，没有特别干燥的月份。哈弗尔塞的年平均降水量为539毫米。最干旱的月份是二月，平均降水量32毫米，而六月份平均降水量64毫米为全年最多。年平均气温9.1°C，全年最热月份为7月，平均温度18.4°C，最冷月份为1月，平均温度-0.2°C。

## 政治

### 友好城市
截至2021年3月，哈弗尔河畔勃兰登堡共与四座城市结为友好城市关系：
- 法國塞纳河畔伊夫里（1963年5月9日）
- 德国莱茵兰-普法尔茨州凯泽斯劳滕（1988年6月22日）
- 俄羅斯马格尼托哥尔斯克（1989年4月27日）
- 丹麦巴勒鲁普市鎮（2017年6月28日）

此外，哈弗尔河畔勃兰登堡还与下列城市建立了友好联系：
- 以色列赖阿南纳